# 伏木亨
伏木 亨（ふしき とおる、1953年1月13日 - ）は、日本の食品化学者、京都大学名誉教授。甲子園大学特任教授。食品・栄養化学が専門。
生理学的観点から食品をとらえ、おいしさと脳科学、運動と栄養などをテーマに論じる。油脂やダシのおいしさのメカニズムを解明、おいしさの客観的評価手法を開発している。著書に『人間は脳で食べている』(2005年)、『おいしさを科学する』(2006年)、『だしの神秘』(2017年)など。

## 来歴
京都府生まれ。1975年京都大学農学部食品工学科卒業。1980年同大学大学院農学研究科食品工学専攻博士課程指導認定退学。1981年「ミルク中のγ-グルタミルトランスフェラーゼと、その乳腺における機能に関する研究」で農学博士。
1980年京都大学農学部助手（岩井和夫研究室）、助教授、1994年教授、農学研究科教授。2009年より京都大学白眉センター長（3年間）。2015年、龍谷大学農学部食品栄養学科教授、龍谷大学食の嗜好研究センター長。2018年同大学農学研究科（新設）長。
2008年安藤百福賞、2009年日本栄養・食糧学会賞、2012年、日本農芸化学会賞、飯島食品科学賞、2014年、日本味と匂学会賞授賞、紫綬褒章受章。
2018年農水省日本食普及特別親善大使。
日本栄養・食糧学会評議員、杉山産業化学研究所・報公会理事、日本香辛料研究会会長、NPO法人日本料理アカデミー理事、一般社団法人和食文化国民会議会長を務める。
2021年より甲子園大学副学長。2023年より2025年まで学長。

## 著書
- 『魔法の舌 身体に必要なものを美味しいと感じる不思議なしくみ』祥伝社 ノン・ブック 1996
- 『グルメの話おいしさの科学』恒星出版 サイエンティフィックアドベンチャー 2001
- 『ニッポン全国マヨネーズ中毒』講談社 2003
- 『コクと旨味の秘密』新潮新書 2005
- 『人間は脳で食べている』ちくま新書 2005
- 『おいしさを科学する』ちくまプリマー新書 2006
- 『味覚と嗜好のサイエンス』丸善 京大人気講義シリーズ 2008
- 『だしの神秘』朝日新書 2017

### 共編著・監修
- 『運動生理学』杉本悦郎共編著 光生館 栄養士養成シリーズ 1995
- 『スポーツと栄養と食品』横越英彦、吉田宗弘、中谷昭、井上和生、中野長久、柴田克己、下村吉治、河田照雄共著 朝倉書店 1996
- 『活性酸素と運動』大野秀樹、跡見順子共編 杏林書院 身体運動・栄養・健康の生命科学Q&A 1998
- 『栄養と運動』跡見順子、大野秀樹共編 杏林書院 身体運動・栄養・健康の生命科学Q&A 1999
- 『骨格筋と運動』跡見順子、大野秀樹共編 杏林書院 身体運動・栄養・健康の生命科学Q&A 2001
- 『うまさ究める』未来食開発プロジェクト共編著 かもがわ出版 2002
- 『食品と味』編著 光琳選書 2003
- 『基礎栄養学』編著 光生館 2004
- 『子供を救う給食革命』北山敏和共著 新潮社 2004
- 『いま「食べること」を問う 本能と文化の視点から』サントリー次世代研究所企画・編集 山極寿一共編著 農山漁村文化協会 2006
- 『運動と栄養と食品』編 朝倉書店 2006
- 『味覚と嗜好』編 ドメス出版 食の文化フォーラム 2006
- 『おいしさの秘密!』飯島奈美共著 メディアファクトリー ナレッジエンタ読本 2009
- 『栄養と運動医科学』森谷敏夫、樋口満、リチャード・ギャノン、永井成美共著 ネスレ栄養科学会議監修 建帛社 2010
- 『基礎栄養学 改訂』吉田宗弘共編著 光生館 2011
- 『だしとは何か』熊倉功夫共監修 アイ・ケイコーポレーション 2012
- 『においと味わいの不思議 知ればもっとワインがおいしくなる』東原和成、佐々木佳津子共著 鹿取みゆきナビゲーター 虹有社 2013

翻訳
- John W.Erdman Jr., Ian A.Macdonald, Steven H.Zeisel 編『最新栄養学 専門領域の最新情報』木村修一、古野純典翻訳監修 ;小川佳宏、桑田有、駒井三千夫、武田英二、徳留信寛、渡邊敏明共翻訳編集 建帛社 2014

## 論文
- CiNii>伏木亨